# آزادراه ۱۱ (آلمان)
آزادراه ۱۱ (انگلیسی: Bundesautobahn 11) بزرگراهی در شمال شرقی آلمان است. طول این بزرگراه ۱۱۲ کیلومتر می‌باشد. این آزادراه برلین را به شچچین وصل می‌نماید. جهت این بزرگراه محور جنوب‌غربی-شمال‌شرقی و برعکس است.